# إميل ماتيو (ملحن)
إميل ماتيو هو ملحن بلجيكي، ولد في 1844 في ليل في فرنسا، وتوفي في 1932.

## وصلات خارجية
- إميل ماتيو على موقع ميوزك برينز (الإنجليزية)
- إميل ماتيو على موقع ديسكوغز (الإنجليزية)